# 3.6.5
3.6.5 é uma canção de género pop-rock-dance interpretada pela grupo masculino sino-coreano Exo. Disponível em coreano e mandarim, a canção foi incluída em seu primeiro álbum de estúdio, XOXO, que foi lançado digitalmente em 3 de junho de 2013, sob o selo da gravadora SM Entertainment.
"3.6.5" foi uma das três músicas de XOXO (as outras sendo  "Wolf" e "Growl") que foram fortemente promovidas em 2013, tanto no mercado interno quanto no exterior.

## Composição e antecedentes
"3.6.5", de acordo com a descrição do álbum no site de música coreana Naver Music, pertence aos gêneros pop e dance e tem uma "melodia brilhante e alegre. A canção foi composta e arranjada por uma equipe de produtores estrangeiros, incluindo Christian Fast, Henrik Nordenback e o veterano compositor australiano Hayden Sino. Ambos Fast e Nordenback fizeram sua estréia na indústria da música coreana com "3.6.5". Onde, Bell já havia colaborado com a companheira de gravadora do EXO BoA, produzindo a canção pop "I Spy", de seu álbum estúdio em coreano Girls on Top em 2005.
A letra da versão em coreano da canção foi escrita pelo compositor Cho Yoon-Kyung, que também tinha contribuído com suas habilidades em escrever linhas para o EXO na canção "Angel" de seu primeiro EP Mama, lançado em abril de 2012. A parte em inglês da letra foi fornecida por Didrik Thott. Wang Yajun escreveu a versão em mandarim da música, bem como para outras duas faixas do álbum, sendo elas, "Baby, Don't Cry" e "Don't Go", , bem como "Mama", a faixa-título de seu primeiro EP Mama. Ele também é conhecido por oferecer conteúdo lírico das canções do companheiro da gravadora do EXO Super Junior-M. As letras falam em relação à felicidade que as pessoas de coração puro sentem quando se apaixonam.
A versão em coreano, foi gravada pelo EXO-K e foi incluída como a sexta faixa da versão coreana (Kiss.) do primeiro álbum de estúdio do grupo XOXO lançado em 3 de junho de 2013. A versão em mandarim, gravada pelo EXO-M, foi incluída na versão chinesa (Hug.) do mesmo álbum, lançado na mesma data.

## Promoções
Hong Kong
A primeira apresentação ao vivo de "3.6.5" (versão em chinês) aconteceu em 1 de julho de 2013, durante o Hong Kong Dome Festival onde EXO também realizou as versões em mandarim de seus singles de sucesso "Mama", " History" e "Wolf".
Gyeongju, Coreia do Sul
EXO cantou "3.6.5", mais uma vez, durante o BlueOne K-Pop Dream Festival em 20 de julho de 2013 no parque aquático BlueOne em Gyeongju.
Los Angeles, USA
Exo cantou "3.6.5" no KCON '13 M! Countdown – What’s Up LA! Concert, realizado em 2 de agosto de 2013 no Los Angeles Memorial Sports Arena. Seus companheiros de gravadora f(x) e Henry Lau também se apresentou no evento.
Filipinas
Em 7 de setembro de 2013 EXO-K cantou as versões coreanas de "3.6.5", "Growl" e "XOXO", durante o concerto K-Pop Republic realizado em Smart Araneta Coliseum, Cidade Quezon, Filipinas. Shinee e Dal Shabet também se apresentou no palco durante o evento.
Malásia
EXO performou "3.6.5" ao vivo durante o MTV World Stage Live in Malaysia em setembro de 2013.
Seul, Coreia do Sul
Em 9 de outubro de 2013 EXO performou "3.6.5" no Jamsil Olympic Main Stadium durante o Asia Song Festival.
Goyang, Coreia do Sul
A canção também foi incluída no set-list do festival de inverno do grupo com suas colegas de gravadora f(x), SM Town Week: "Christmas Wonderland", em 23 e 24 de dezembro no KINTEX in Goyang. Foi interpretada apenas pelo EXO-M.

## Desempenho nas paradas
| Gráfico (2013)               | Melhores posições |
| ---------------------------- | ----------------- |
| Gaon Singles chart           | 69                |
| Gaon Monthly Singles chart   | 174               |
| Gaon Local Singles chart     | 69                |
| Gaon Streaming Singles chart | 184               |
| Gaon Download Singles chart  | 41                |
| Gaon Background Music chart  | 96                |
| Billboard K-Pop Hot 100      | 88                |

| Gráfico (2013)                           | Melhores posições |
| ---------------------------------------- | ----------------- |
| Gaon International Singles chart         | 45                |
| Gaon Monthly International Singles chart | 189               |